# Яблоновка (Новгородская область)
Яблоновка — посёлок станции в Окуловском районе Новгородской области, входит в состав Угловского городского поселения.

## География
Посёлок станции находится на расстоянии 10 км к северо-западу от посёлка городского типа Угловка, центра городского поселения, и 24 км к юго-востоку от города Окуловка, административного центра района.

### Часовой пояс
Посёлок станции Яблоновка, как и вся Новгородская область, находится в часовой зоне МСК (московское время). Смещение применяемого времени относительно UTC составляет +3:00.

## История
С конца XIX века до 1918 года находился в составе Шегринской волости Боровичского уезда Новгородской губернии. В 1911 году в посёлке при ж/д станции учтено 5 домов с населением 28 человек. В 1918—1922 годах существовала Яблоновская волость Боровичского уезда, выделенная из Шегринской волости.

## Население
| 2010 | 2011 |
| ---- | ---- |
| 7    | ↗12  |